# Macrone (ceramografo)

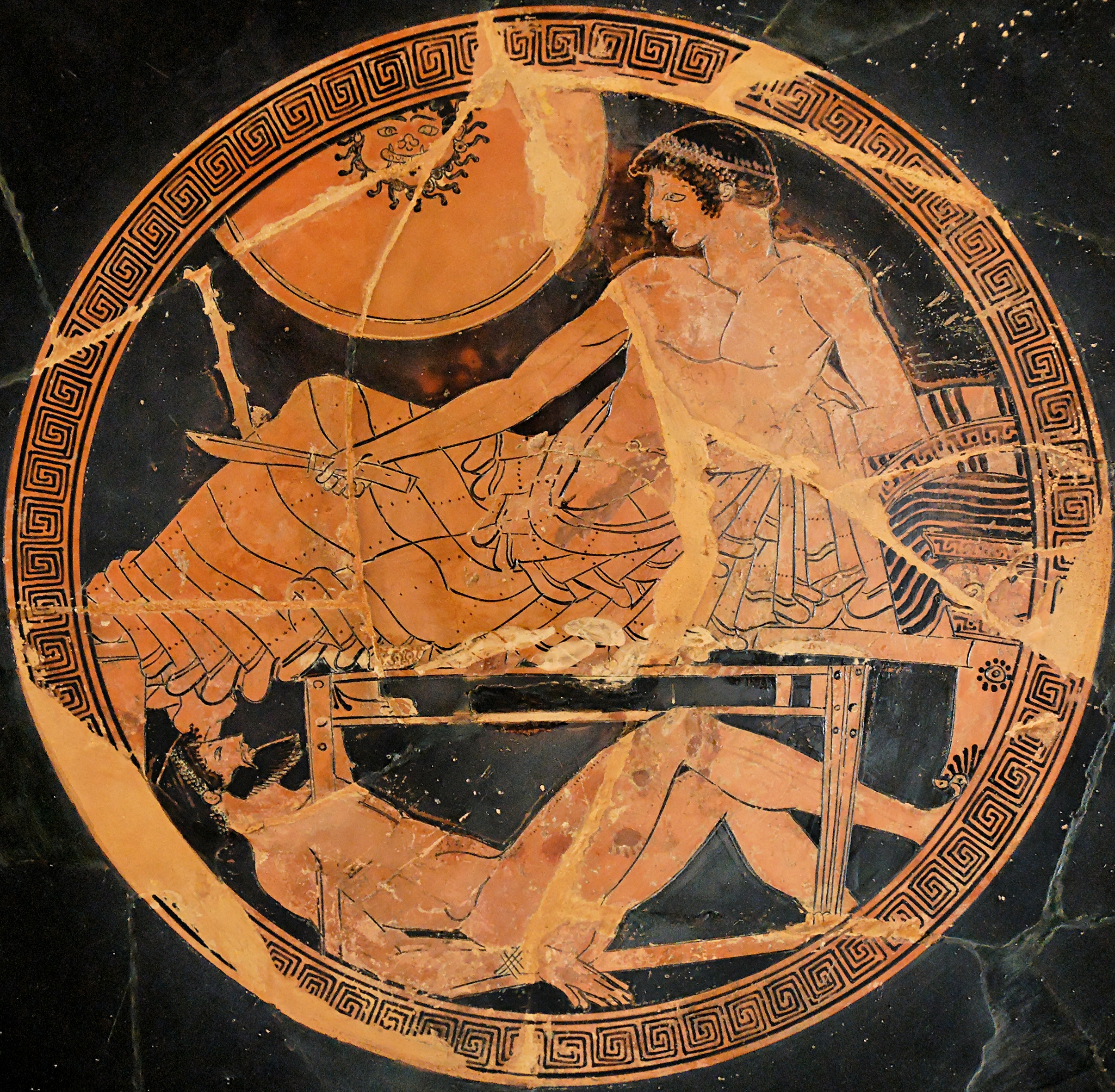
Macrone, Achille con il corpo di Ettore, tondo interno di una coppa conservata al Louvre G153.

Macrone (in greco antico: Μάκρων?, Mákron; fl. 500 a.C. / 475 a.C.) è stato un ceramografo greco antico, attivo ad Atene.

## Attività
Insieme a Duride, Onesimos e il Pittore di Brygos è tra i più importanti decoratori di coppe del periodo. Sembra aver lavorato esclusivamente per il vasaio Hieron, autore dell'unico lavoro - lo skyphos del Museum of Fine Arts di Boston 13.186, con le storie di Elena - tra quelli a noi giunti, recante la firma di Macrone come ceramografo.
Il legame stilistico con il Pittore di Brygos è evidente in alcune delle sue migliori produzioni come la coppa del Museo del Louvre G153, con il banchetto di Achille dopo la morte di Ettore, e in generale i due ceramografi condividono il gusto per le scene dionisiache e per pochi e selezionati soggetti mitologici. Lo skyphos di Boston dimostra la propensione di Macrone ad affollare le scene con molte figure sovrapposte, dove l'elemento più personale è da indicare nell'ampio panneggio derivato dalla scultura contemporanea, non sufficiente ad annullare la corposa struttura delle figure.
Entro l'abbondante produzione di Macrone, oltre alle opere già indicate, sono particolarmente noti lo skyphos del British Museum E140 e la coppa di Berlino F2291.